# Grzymisława (zm. 1258)

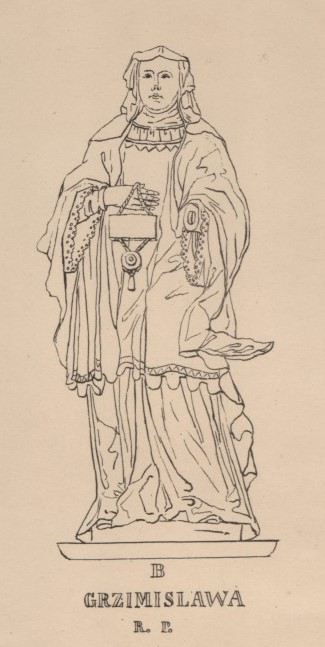
Grzymisława – szkic alabastrowego pomnika z kaplicy Świętej Salomei przy Kościele Franciszkanów w Krakowie.

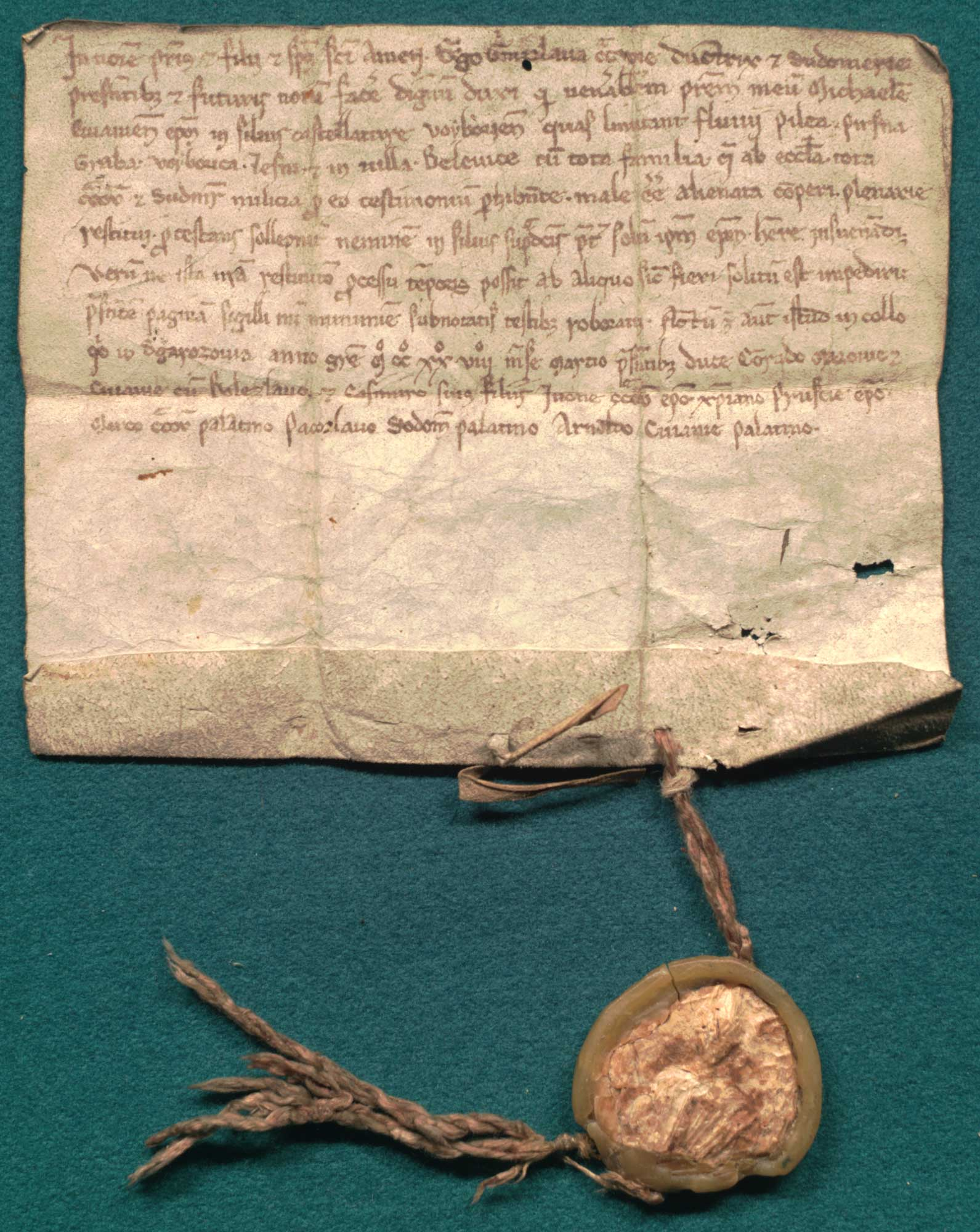
Grzymisława zwraca las w kasztelanii wolborskiej. Dokument z 1228.

Grzymisława (ur. 1185-1195 lub 8 września 1189, zm. zap. 8 listopada 1258) – księżniczka ruska, księżna krakowska, małżonka księcia Leszka Białego.
Córka księcia łuckiego Ingwara Jarosławowicza, względnie, córka Jarosława Włodzimierzowicza i jego nieznanej z imienia żony, która była siostrą pierwszej żony Wsiewołoda Wielkie Gniazdo. Zarówno Ingwar Jarosławowicz, jak i Jarosław Włodzimierzowicz, pochodzili z ruskiej dynastii Rurykowiczów, obaj byli potomkami Mścisława Haralda, wielkiego księcia kijowskiego – Ingwar był jego prawnukiem, a Jarosław wnukiem. 

## Życiorys

### Rządy regencyjne
Po tragicznej śmierci męża podczas zjazdu w Gąsawie 24 listopada 1227 Grzymisława objęła w imieniu swego syna Bolesława Wstydliwego rządy regencyjne w Krakowie. Opiekę nad synem Grzymisławy usiłował przejąć brat Leszka, pretendent do tronu krakowskiego, Konrad I mazowiecki. W marcu 1228 zaprosił on księżną na zjazd do Skaryszewa, na którym próbował przejąć władzę w księstwie. Grzymisława nie zgodziła się na przekazanie władzy szwagrowi, oddając tron krakowski i opiekę nad synem Władysławowi Laskonogiemu. Wkrótce wraz z Bolesławem opuściła Kraków, obejmując rządy w księstwie sandomierskim. Po wybuchu wojny domowej w Wielkopolsce i pozbawieniu Laskonogiego władzy przez Władysława Odonica księstwo krakowskie przypadło Henrykowi Brodatemu.

### W niewoli u księcia Konrada

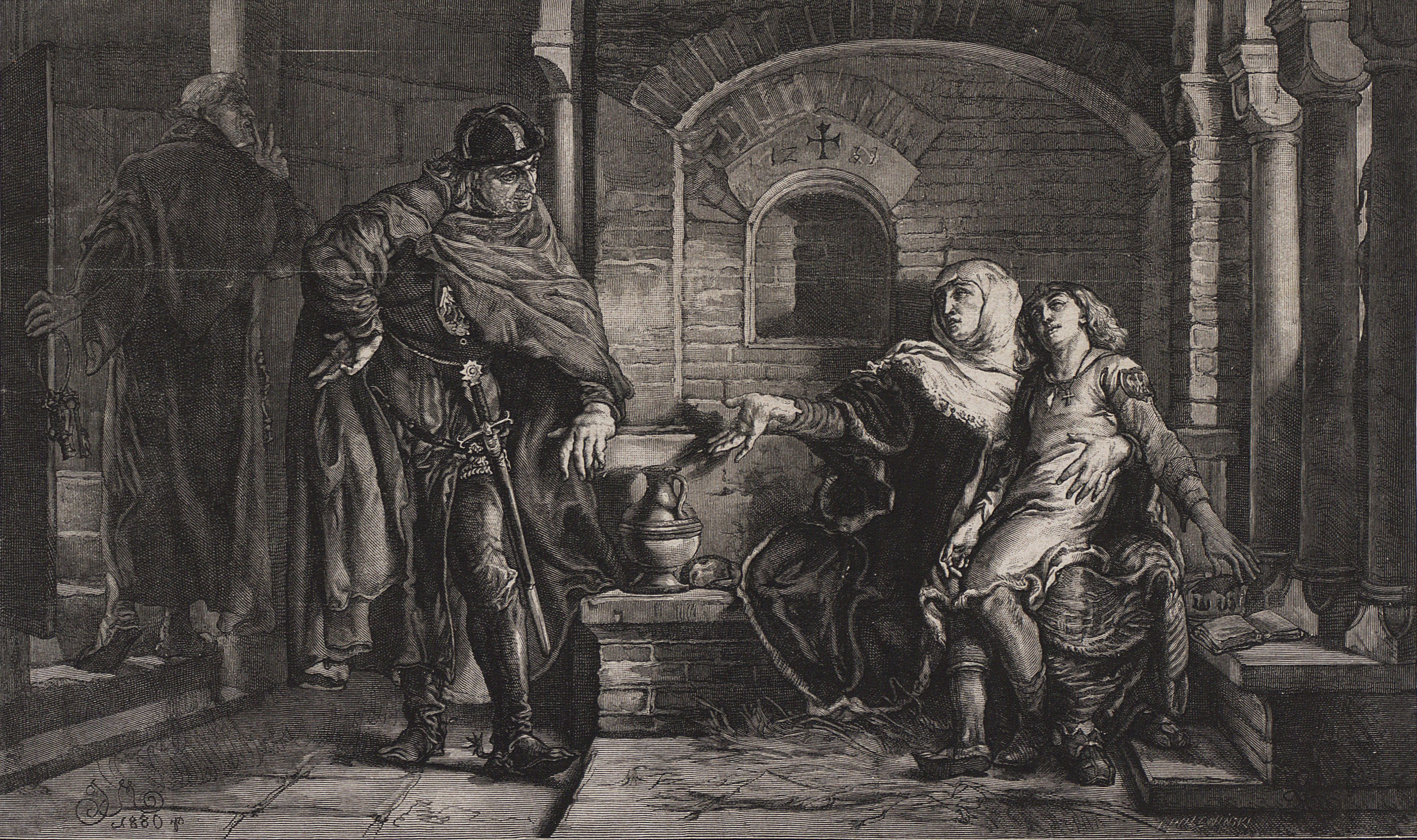
Grzymisława z synem Bolesławem Wstydliwym w więzieniu u Konrada Mazowieckiego, drzeworyt Józefa Holewińskiego wg rysunku Jana Matejki

W 1229 Konrad pojmał Henryka Brodatego i wymusił na Grzymisławie przekazanie mu ziemi sandomierskiej. Jesienią 1232 Henryk został uwolniony i wyparł Konrada z Małopolski, zmuszając go do oddania bratowej władzy w Sandomierzu. Na początku 1233 Konrad uwięził Grzymisławę wraz z synem i umieścił w Czersku, a następnie w klasztorze benedyktyńskim w Sieciechowie. Księżną uwolnił wysłany przez Brodatego Klemens z Ruszczy. Po uwolnieniu Grzymisława zrzekła się na rzecz Henryka praw do Krakowa, w zamian uzyskując ziemię sandomierską. Z inicjatywy księcia księżna zwróciła się z prośbą o opiekę do papieża Grzegorza IX, który w 1233 wydał bullę, w której wziął Grzymisławę i jej syna pod opiekę.

### Dalsze losy
W latach 1235–1239 księżna przebywała w Skale, gdzie udała się zgodnie z prośbą Henryka Brodatego. W 1241 podczas najazdu Tatarów na Polskę, Grzymisława udała się wraz z synem do Węgier, a stamtąd do zamku Welehrad na Morawach. Jeszcze w tym samym roku wróciła do Polski, przywożąc ze sobą córkę Salomeę, której mąż Koloman zmarł po bitwie z Mongołami nad rzeką Sajó. W 1243 syn księżnej Bolesław objął władzę na tronie krakowskim. Grzymisława aktywnie wspierała syna w działaniach politycznych. Była również hojną dobrodziejką licznych kościołów i klasztorów. Czyniła nadania dla cystersów w Jędrzejowie i Sulejowie oraz benedyktynów tynieckich. W 1245 księżna wsparła materialnie wyprawę franciszkanina Jana di Piano Carpini do chana mongolskiego, obdarowując go cennymi futrami. Została pochowana w klasztorze klarysek w Zawichoście. W późnych polskich źródłach Grzymisława należała do grona „świętych, błogosławionych i pobożnych”, a wspominano ją 8 lub 9 listopada.

## Rodzina

### Małżeństwo z Leszkiem Białym
Większość historyków uznaje, że Grzymisława była jedyną żoną Leszka, poślubioną przez niego w 1207. Współczesny historyk Dariusz Dąbrowski uważa z kolei, że najprawdopodobniej pod koniec 1210 lub w 1211 Grzymisława została drugą żoną księcia krakowskiego Leszka Białego. Pierwszą żoną lub narzeczoną księcia była, według D. Dąbrowskiego, poślubiona przez niego (bądź zaręczona z nim) pod koniec 1207 lub na początku 1208 nieznana z imienia córka Ingwara Jarosławicza, księcia łuckiego z dynastii Rurykowiczów, którą Leszek oddalił między 1208 a jesienią 1209. Małżeństwo to miało być bezpotomne.
Z małżeństwa Grzymisławy i Leszka Białego pochodziło dwoje dzieci:
- Salomea – żona Kolomana, króla Rusi Halickiej, syna króla węgierskiego Andrzeja II,
- Bolesław V Wstydliwy – późniejszy książę krakowski.

### Genealogia
| Włodzimierz Maczeszycz ur. 1131, po 1 III zm. 10 V 1171 | Włodzimierz Maczeszycz ur. 1131, po 1 III zm. 10 V 1171 |                                                          |                                                          | NN ur. ? zm. ? | NN ur. ? zm. ? |  |  | NN ur. ? zm. ? | NN ur. ? zm. ? |                                   |                                   | NN ur. ? zm. ? | NN ur. ? zm. ? |
|                                                         |                                                         |                                                          |                                                          |                |                |  |  |                |                |                                   |                                   |                |                |
|                                                         |                                                         |                                                          |                                                          |                |                |  |  |                |                |                                   |                                   |                |                |
|                                                         |                                                         | Jarosław Włodzimierzowic ur. ok. 1155–1165 zm. 1205–1209 | Jarosław Włodzimierzowic ur. ok. 1155–1165 zm. 1205–1209 |                |                |  |  |                |                | NN (Marta?) ur. ? zm. 25 XII 1200 | NN (Marta?) ur. ? zm. 25 XII 1200 |                |                |
|                                                         |                                                         |                                                          |                                                          |                |                |  |  |                |                |                                   |                                   |                |                |
|                                                         |                                                         |                                                          |                                                          |                |                |  |  |                |                |                                   |                                   |                |                |
|                                                         |                                                         |                                                          |                                                          |                |                |  |  |                |                |                                   |                                   |                |                |

|                                                    |                                                    | Leszek Biały ur. zap. 1184 lub 1185 zm. 24 XI 1227 OO zap. 1210 lub 1211 | Leszek Biały ur. zap. 1184 lub 1185 zm. 24 XI 1227 OO zap. 1210 lub 1211 | Grzymisława (ur. zap. 8 IX 1189 zm. zap. 8 XI 1258) | Grzymisława (ur. zap. 8 IX 1189 zm. zap. 8 XI 1258) |  |  |  |  |
|                                                    |                                                    |                                                                          |                                                                          |                                                     |                                                     |  |  |  |  |
|                                                    |                                                    |                                                                          |                                                                          |                                                     |                                                     |  |  |  |  |
|                                                    |                                                    |                                                                          |                                                                          |                                                     |                                                     |  |  |  |  |
| Bolesław V Wstydliwy ur. 21 VI 1226 zm. 7 XII 1279 | Bolesław V Wstydliwy ur. 21 VI 1226 zm. 7 XII 1279 | Salomea ur. 1211 lub 1212 zm. 17 XI 1268                                 | Salomea ur. 1211 lub 1212 zm. 17 XI 1268                                 |                                                     |                                                     |  |  |  |  |